# Opération Jaque
Conflit armé colombien
Batailles
Années 1970

Anorí
Années 1980

Palais de justice
Années 1990
- Casa Verde
- Girasoles
- Las Delicias
- Quebrada El Billar
- Miraflores
- Mitú

Années 2000
- Berlín
- Reprise de la zone démilitarisée
- Alcatraz
- Jaque
- Fénix
- Dinastía

Années 2010
- Camaleón
- Sodoma
- Némésis
- Odiseo
- Combats de 2013 (processus de paix)

L’opération Jaque est le nom d'une opération militaire de l’Armée de terre colombienne qui, le 2 juillet 2008, libère quinze otages détenus par les Forces armées révolutionnaires de Colombie (FARC), près du río Apaporís dans le Guaviare. Parmi eux figure la Franco-Colombienne Íngrid Betancourt, dont l'enlèvement en février 2002 –  alors qu'elle était candidate à l'élection présidentielle de Colombie – et la détention avaient été fortement médiatisés.
Outre Íngrid Betancourt, les otages libérés comprenaient trois Américains sous contrat avec le constructeur aéronautique américain Northrop Grumman – Thomas Howes, Keith Stansell et Marc Gonsalves – et onze policiers et militaires colombiens. Le nom de l'opération, jaque, signifie en espagnol « échec », comme dans l'expression « échec au roi », – le jeu d'échecs, pour sa part, étant appelé ajedrez.

## Opération
| Opération Jaque\| Localisation du Guaviare en Colombie \| |
| Localisation du Guaviare en Colombie                      |

| Localisation du Guaviare en Colombie |

L’opération aurait débuté en février 2008 lorsque des agents des services de renseignement colombiens ont infiltré les FARC. Selon le colonel Luis Gomez, à la même époque, l'Armée de terre colombienne aurait localisé les otages. L'agent colombien aurait infiltré le « premier cercle » de la chaîne de commandement des forces rebelles (le « secrétariat » des FARC), abusant le commandant chargé des otages Gerardo Aguilar Ramírez alias César, selon le ministre de la Défense colombien Juan Manuel Santos. Selon Íngrid Betancourt, les otages ont été emmenés tôt le matin du 2 juillet vers une zone d'atterrissage où il leur a été dit qu'ils allaient être déplacés vers un autre lieu.
L’émissaire français Noël Saez explique que l'opération a été préparée avec l’aide des médias colombiens, qui, les jours précédents, évoquaient la présence d’une « mission humanitaire » visant au transfert des otages vers un nouveau campement, « ceci afin que les rebelles, qui lisent la presse comme tout le monde, ne s’étonnent pas de voir atterrir les fameux hélicoptères blancs ».
Juan Manuel Santos a déclaré que les agents de pénétration colombiens « infiltrés » auraient réussi à faire croire aux rebelles  des FARC qu’ils confiaient les otages à une organisation chargée de leur faire rencontrer leur nouveau chef Alfonso Cano. Le déplacement des otages était réalisé sous la couverture d'une fausse opération humanitaire, et un site web avait été créé pour soutenir l'existence d'une fausse agence humanitaire.
Après avoir accepté la demande préliminaire du commandant Cesar des FARC de monter armé dans l'appareil, l'armée colombienne a refusé sa demande de faire monter à bords des hélicoptères 6 guérilleros au lieu des deux prévus. Alléguant qu'il n'y aurait pas assez de place dans l'hélicoptère pour expliquer ce refus, l'armée colombienne a choisi de ne faire atterrir qu'un seul des deux hélicoptères Mi-17 de l'Aviation de l'Armée nationale colombienne prévus pour l'opération et peints en blancs. Cet hélicoptère transportait des militaires colombiens déguisés pour l'opération :
- deux hommes portent des tee-shirt à l'effigie de Che Guevara et déguisés en guérilleros
- une fausse infirmière et un faux médecin
- un faux Australien
- un faux journaliste et son cadreur
- le chef de mission
- le pilote et copilote

L'usage des logos d'une chaîne de télévision et de la Croix-Rouge à fin de déguisement a suscité une polémique. La Colombie a plus tard présenté des excuses à la croix rouge.
L'opération est filmée par la fausse équipe de journalistes, et des hommes des FARC au sol. Après que les FARC ont été mis en confiance, les otages sont menottés avant d'être embarqués à bord,. Gerardo Aguilar, alias César, chef du front no 1 des rebelles, et son lieutenant Alexander Farfan, alias Enrique Gafas, montent à bord de l'hélicoptère qui décolle. Le chef de mission les convainc de lui laisser leurs armes pendant le vol, et ils sont ensuite rapidement maîtrisés. Les otages auraient été informés de leur libération par les militaires qui auraient annoncé : « Nous sommes de l'armée colombienne, vous êtes libres ». Ingrid Betancourt a déclaré qu'elle ne réalisait pas ce qui se passait avant de voir un rebelle nu, un bandeau sur les yeux, allongé dans l'hélicoptère. Ils devaient être extradés et jugés prochainement, selon Juan Manuel Santos.

## Aspects internationaux
L'armée américaine a loué l'indépendance de l'action colombienne : « c'était une opération colombienne dans sa planification et son exécution». Elle a néanmoins indiqué en avoir été informée à l'avance et avoir fourni un avion de transport et une équipe médicale pour les otages libérés. Selon l'hebdomadaire d'investigation allemand, Der Spiegel, les autorités colombiennes auraient utilisé des satellites espions américains depuis début 2008 afin de suivre la localisation des otages.
Une partie de l'assistance des États-Unis à la Colombie pour combattre les FARC comprend la formation et l'entraînement des forces spéciales colombiennes ainsi que de leurs services de renseignement, notamment dans l'interception des communications. Des Special Forces accompagnent certaines unités de reconnaissance colombiennes dans la zone fréquentée par les groupes des FARC détenant des otages. De plus, une cellule d'une centaine de planificateurs d'opérations spéciales, de négociateurs et d'analystes de renseignement, située à l'ambassade US de Bogota, a pour tâche de localiser et suivre les otages, et d'intervenir le cas échéant auprès des forces colombiennes.
Des consultants de la société militaire privée israélienne Global CST, dirigée par les généraux de brigade à la retraite Israël Ziv et Yossi Kuperwasser, laquelle était liée à la Colombie par un contrat de 10 millions de dollars pour lui fournir des conseils en sécurité et de l'équipement, auraient participé à la préparation de l'opération,. Cependant, aucune déclaration n'a été effectuée précisant l'étendue de cette participation, que les autorités colombiennes démentent.
La France n'a été prévenue de l'opération que deux heures avant que la libération des otages ne soit annoncée publiquement. D'après un ancien négociateur français pour la libération d'Ingrid Betancourt, Noël Saez, cité dans un documentaire colombien, la France aurait proposé aux FARC de demander leur radiation des listes de groupes considérés comme terroristes par l'Union européenne. Paris aurait également proposé de créer une représentation des FARC à Paris.

## Allégations concernant une libération négociée

### Allégations concernant le versement d'une rançon
Le 4 juillet 2008, la Radio suisse romande annonce que, selon une « source fiable », il y aurait eu un versement de 20 millions de dollars et l'opération n'aurait été qu'une « mascarade ». Les allégations de la Radio suisse romande ont été diffusées par plusieurs journaux comme Le Figaro ou Libération.
Bogota a nié l'information, par la voix du général Freddy Padilla de León, chef d'État-major des Forces armées colombiennes. Celui-ci a soutenu que, si un paiement avait eu lieu, il aurait été plus judicieux de le faire connaître publiquement, afin de l'utiliser comme une incitation et pour provoquer la confusion au sein des rangs des FARC,.
Paris, par la voix du porte-parole de son ministère des Affaires étrangères, affirme ne pas avoir été associé à des modalités de financement et n'avoir versé aucune rançon pour cette libération.
L'ambassadeur des États-Unis en Colombie, William Brownfield, a également démenti cette allégation.
Dans l'émission télévisée française C dans l'air du 4 juillet 2008, les invités ont émis l'hypothèse que la somme annoncée a pu être utilisée pour acheter des guérilleros pour servir d'agents doubles.
Un agent des services secrets colombiens, se faisant passer pour un journaliste, aurait filmé l'opération d'exfiltration. Une partie de la vidéo a été rendue publique le 4 juillet 2008 par les autorités colombiennes afin de mettre fin aux polémiques concernant le versement d'une rançon. La vidéo semble témoigner que les guérilléros des Farc pensaient avoir affaire à des membres d'ONG et non des militaires[réf. nécessaire].

### Hypothèse d'une négociation préalable entre Bogotá etalias César
Dès les jours suivant l'opération, des rumeurs affirment que la libération d'Ingrid Betancourt et des autres otages fait partie d'une opération planifiée depuis la mort de Raul Reyes en territoire équatorien, et que c'est pour redorer le blason de l'armée colombienne que l'opération Jaque a été imaginée, alors qu'en réalité, les otages auraient été échangés contre l'immunité et l'exil en France de certains des guerilleros. Cette version reprend de la vigueur après la révélation de télégrammes de la diplomatie américaine par WikiLeaks : en effet, un télégramme émis quelques jours avant l'opération fait état de négociations avancées entre les autorités militaires, l'église et alias César, celui-ci souhaitant libérer Ingrid Bétancourt en contrepartie de la possibilité pour lui de se réfugier en France en compagnie de son épouse Nancy Conde, (capturée par l'armée le 2 février 2008), et de sa fille,. Après l'opération, César a été extradé vers les États-Unis le 16 juillet 2009, suivi par son épouse le 19 septembre 2009. En février 2011, selon le site d'informations colombien Noticias Uno, les deux détenus n'apparaissent pas dans les fichiers de la Drug Enforcement Administration ni dans le système PACER de localisation des prisonniers aux États-Unis,. Après cela, il a été signalé que « Cesar » apparaît effectivement présent dans le dossier du prisonnier en utilisant le nom de famille de sa mère.

## Liste des otages libérés
- Íngrid Betancourt

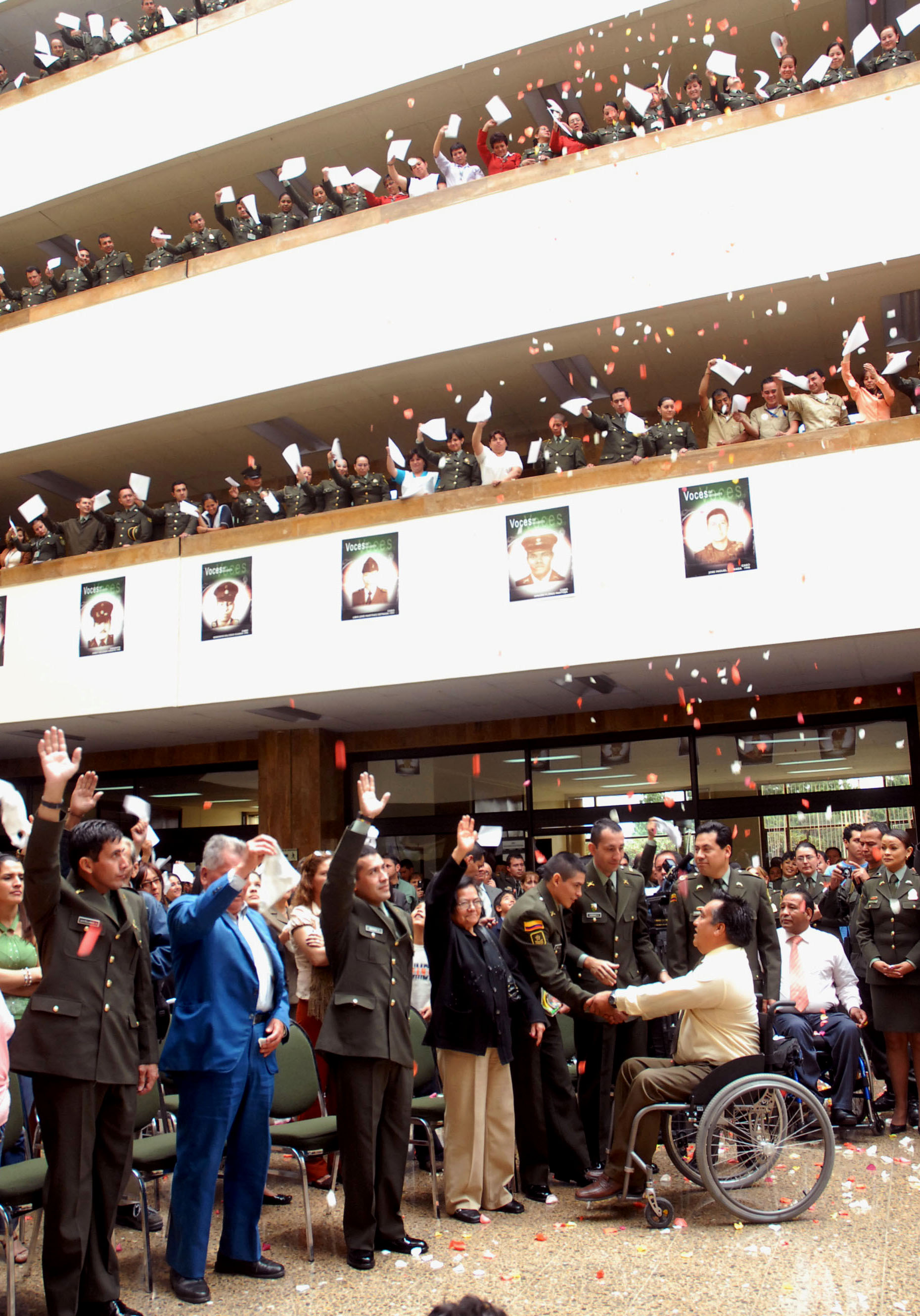
Hommage aux policiers colombiens libérés.

- Marc Gonsalves (voir ci-dessous), sous-traitant militaire américain
- Keith Stansell (voir ci-dessous), sous-traitant militaire américain
- Thomas Howes (voir ci-dessous), sous-traitant militaire américain
- Juan Carlos Bermeo, Lieutenant de l'Armée terre colombienne (ATC)
- Raimundo Malagón, lieutenant de l'ATC
- José Ricardo Marulanda, sergent de l'ATC
- Erasmo Romero, sergent de  l'ATC
- William Pérez, caporal de l'ATC
- José Miguel Arteaga, caporal de l'ATC
- Armando Florez, caporal de l'ATC
- Vaney Rodríguez, lieutenant de la police nationale colombienne (PNC)
- Jhon Jairo Durán, caporal de la PNC
- Julio Buitrago, caporal de la PNC
- Armando Castellanos, sous-intendant de la PNC

### Sous-traitants militaires américains
Marc Gonsalves, Keith Stansell et Thomas Howes ont été capturés par les Forces armées révolutionnaires de Colombie (FARC) et ont été tenus en otage du 13 février 2003 au 2 juillet 2008. Embarqués à bord d'un Cessna pour une mission anti-drogue, ils ont été faits prisonniers à la suite du crash de leur avion dans une zone contrôlée par les FARC. Leur pilote, Tom Janis, a lui été assassiné. Ils ont été libérés au cours de l'opération Jaque avec Ingrid Betancourt.
- Gonsalves travaille en tant qu'analyste en imagerie dans l'Armée de l'air des États-Unis[33] pendant huit ans[34], avant de devenir sous-traitant, employé par California Microwave Systems, une filiale de Northrop Grumman[35].

## Suites

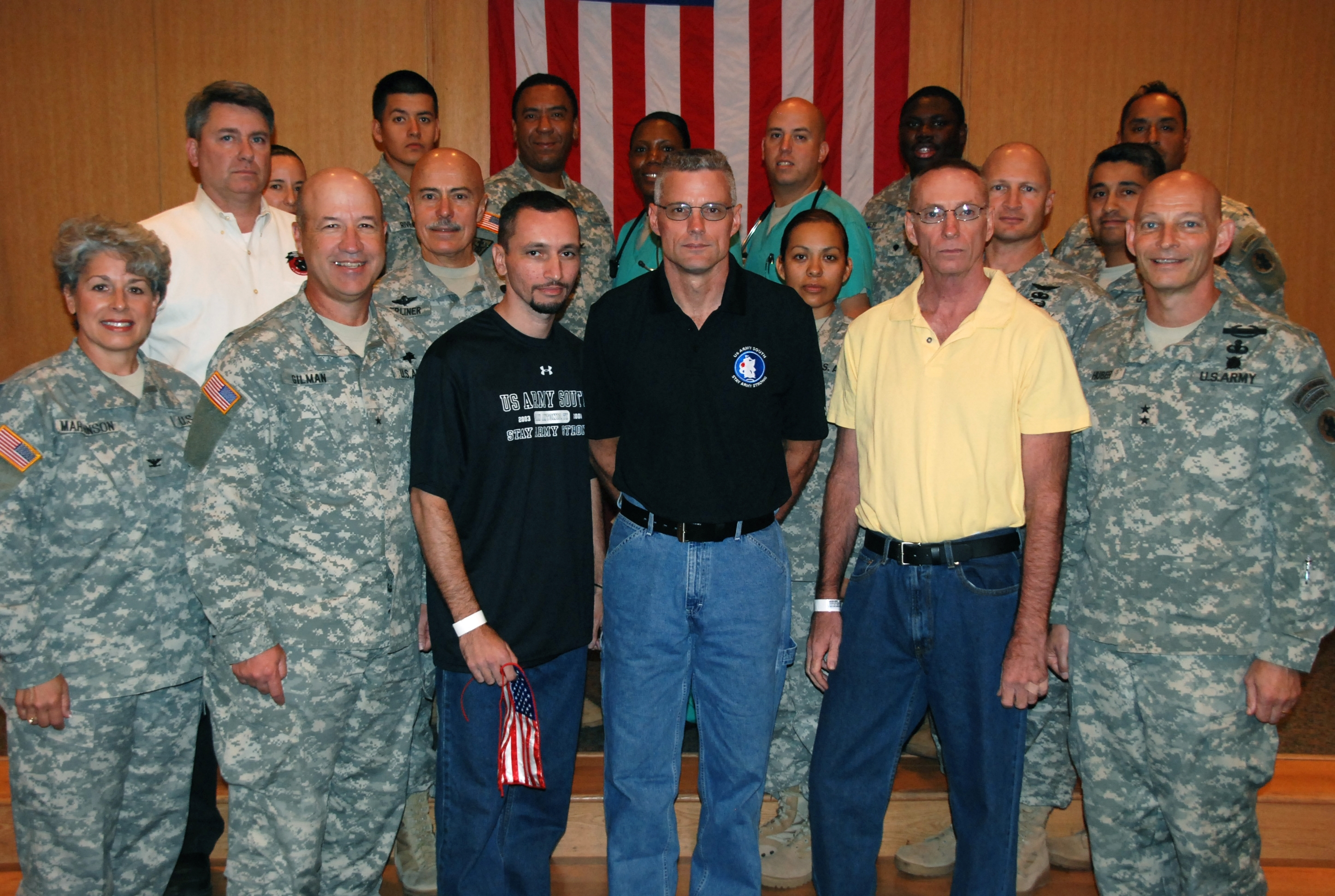
Les trois otages américains dans un hôpital militaire du Texas le 4 juillet 2008.

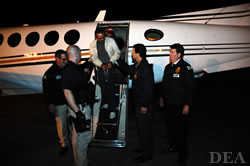
Guerardo Aguilar Ramirez, membre des FARC aux mains de la Drug Enforcement Administration lors de son extradition aux États-Unis le 17 juin 2009.

### Les ex-otages
Ingrid Betancourt a retrouvé sa famille le 3 juillet 2008, à Bogota. Ses enfants avaient voyagé depuis la France en compagnie du ministre des affaires étrangères, Bernard Kouchner à bord de l'Airbus A319 présidentiel. Le 4 juillet, elle rejoint la France avec l'ensemble de sa famille, où elle est reçue par le président de la République Nicolas Sarkozy. Une réception à l'Élysée avec les comités de soutien pour la libération de l'otage est ensuite organisée.
Les trois ex-otages américains, qui avaient été capturés lors d'une mission de surveillance anti-drogue en février 2003, ont été rapatriés aux États-Unis le 2 juillet vers 23 h (heure locale), vers la base aérienne de Lackland au Texas, puis emmenés au Centre médical militaire de San Antonio. Deux des trois souffrent de leishmaniose, contractée dans la jungle.

### Les membres des FARC arrêtés
Guerardo Aguilar Ramirez a été extradé aux États-Unis le 17 juin 2009 car recherché pour trafic de drogue par ce pays. Le 27 juillet 2010, il est condamné à une peine de 27 ans de prison qu'il purge dans un établissement carcéral fédéral de l’Illinois pour avoir importé plusieurs tonnes de cocaïne.
Alexander Farfán, lui aussi recherché par les États-Unis, a vu sa demande d'extradition refusée le 4 février 2009. Il a été condamné le 16 juin 2010 ainsi que Heli Mejia Mendoza, un membre des FARC arrêté plusieurs mois avant l’opération, à une peine de 19 ans pour l’enlèvement des otages américains.

### CICR et Global Humanitaria
L'opération a entraîné également un incident entre le gouvernement colombien et le Comité international de la Croix-Rouge (CICR). La chaîne d'information continue Cable News Network (CNN) a en effet révélé que le logo du CICR avait été utilisé durant l'opération afin de contribuer à rassurer les Farc sur l'identité des membres de l'opération.
Le président Uribe a reconnu que l'un des sauveteurs portait l'insigne de la Croix-Rouge, ce qui est en violation des conventions de Genève et du droit international. Après avoir nié une telle pratique, le président Álvaro Uribe s'est rapidement excusé, expliquant qu'un soldat nerveux avait, de sa propre initiative et peu avant d'aller à la rencontre des guerrilleros, enfilé un gilet au logo de l'organisation humanitaire afin de ne pas éveiller de suspicion. Aucune sanction n'a été annoncée par le gouvernement colombien et le CICR, après avoir protesté auprès du gouvernement, s'est dit satisfait de ces excuses et explications.
Global Humanitaria, une ONG catalane, s'est également plainte du pillage de son site Web et de ses registres par les services secrets colombiens, ces derniers s'étant servi de ces données pour créer une organisation fictive, Misión Humanitaria Internacional. Le site Internet de Misión Humanitaria Internacional reprenait la plupart des informations, y compris légales, contenues dans le site de Global Humanitaria. L'ONG fictive était vraisemblablement le paravent permettant aux services secrets colombiens de négocier avec les Farc en vue de les convaincre de leur confier les otages.

## Réactions

### Argentine
La présidente Cristina Fernández de Kirchner a qualifié de « victoire de la vie et de la liberté » la libération d'Íngrid Betancourt.

### Chili
La présidente du Chili, Michelle Bachelet, a déclaré que « C'est une victoire pour la démocratie, la paix et la liberté. »

### Colombie
La liesse a été générale en Colombie à l'annonce de la libération des quinze otages. Rodrigo Pardo, de l'hebdomadaire Cambio, salue « la plus grande euphorie que nous ayons connue depuis longtemps » et le « coup le plus dur jamais porté aux FARC ».
El Tiempo, quotidien (centre-droit, pro-gouvernemental), décrit « une intense jubilation nationale. (…) Il y a eu des coups de sifflet, des applaudissements et des larmes de joie dans tous les lieux publics et d'innombrables réactions venues de tous les horizons politiques ».
Tous les éditoriaux s'inquiètent cependant  « du sort des vingt-six otages "échangeables" – vingt-trois militaires et trois personnalités politiques » (Courrier international).

### Équateur
Javier Ponce, ministre de la Défense équatorien, a déclaré que la libération des 15 otages était une chose que le monde attendait mais il regrette qu'une opération militaire ait été préférée à une solution négociée.

### États-Unis
Le président des États-Unis George W. Bush et la secrétaire d'État des États-Unis Condoleezza Rice ont félicité le président Álvaro Uribe et l'armée nationale colombienne, Condoleezza Rice soulignant par communiqué que « les États-Unis appellent les FARC à relâcher immédiatement les otages restants ».
Les deux candidats à l'élection présidentielle américaine, le républicain John McCain (présent ce jour-là en Colombie) et le démocrate Barack Obama, ont également félicité les dirigeants colombiens. Barack Obama a déclaré approuver  « la stratégie ferme de la Colombie de ne pas faire de concessions aux FARC, et son utilisation ciblée des renseignements, de l'armée, du pouvoir diplomatique et politique pour parvenir à d'importantes victoires contre le terrorisme ».

### France
Dans un discours télévisé, le 2 juillet vers 23 h, le président de la République française Nicolas Sarkozy félicite les autorités colombiennes et les représentations diplomatiques (notamment suisses, espagnoles et américaines) pour la libération des autres otages. Il est accompagné de la famille Betancourt, et notamment Astrid Betancourt, sœur d'Íngrid, qui remercie le président français et appelle à continuer à militer pour la libération des autres otages détenus par les FARC, et à se souvenir des otages morts durant leur captivité, ou encore détenus. Le président Sarkozy maintient son offre d’accueillir en France ceux parmi les FARC qui accepteraient de cesser ces prises d’otages.

### Mexique
Le président du Mexique, Felipe Calderón Hinojosa, a appelé le président colombien, Álvaro Uribe, pour le féliciter de la réussite de l'opération, en déclarant sa reconnaissance à la stratégie implémentée pour consolider la légalité et l'ordre, lequel renforce la vie démocratique et sociale en Colombie.

### Venezuela
Le président du Venezuela Hugo Chávez a déclaré être « joyeux » et « heureux » pour le sauvetage d'Ingrid Betancourt et des autres otages. Il a appelé Álvaro Uribe et l'a félicité. Selon Chavez, les tensions entre les deux pays sont du passé. Le président vénézuélien a aussi lancé un appel aux FARC, les invitant « à réfléchir à leur attitude, car le temps des fusils est terminé ».

## Médiatisation
En France, le 2 juillet 2008, l'annonce de la libération des otages par le gouvernement colombien a entrainé une importante médiatisation de l'événement :
- 19 h 16 : l'Agence France-Presse annonce la libération d'Íngrid Betancourt ;
- 21 h 31 : la chaîne de télévision française privée d'information en continu BFM TV annonce la libération d'Íngrid Betancourt ;
- 21 h 33 : la chaîne de télévision régionale et généraliste française de service public France 3 appose un bandeau défilant ;
- 21 h 44 : France 3 interrompt ses programmes ;
- 22 h 26 : la chaîne de télévision généraliste française de service public France 2 interrompt ses programmes ;
- 22 h 30 : les chaînes de télévision françaises TF1 et LCI interrompent simultanément leurs programmes et proposent une émission en direct commune.

Ces chaînes de télévision reprennent le flux d'images de la télévision publique colombienne durant toute la soirée du 2 juillet. Les images de l'arrivée de l'avion militaire de l'armée nationale colombienne sont notamment reprises en direct par LCI.